# 2003年の道路
2003年の道路（2003ねんのどうろ）とは、2003年（平成15年）に起こった道路関係の出来事をまとめたページである。
2002年の道路 - 2003年の道路 - 2004年の道路

## 出来事の一覧

### 3月
- 1日
  - （拡幅）  舞鶴自動車道 綾部IC - 綾部PA (5.8 km) (2車線→4車線)
  - （フルJCT化）  舞鶴自動車道 綾部JCT（宮津方面 ⇔ 舞鶴方面）
- 2日
  - （開通）  京都縦貫自動車道 綾部宮津道路 舞鶴大江IC - 宮津天橋立IC (11.3 km)
- 9日
  - （開通）  舞鶴若狭自動車道 舞鶴東IC - 小浜西IC (24.5 km)
  - （路線名称変更） 舞鶴自動車道（吉川JCT - 舞鶴東IC） → 舞鶴若狭自動車道
- 15日
  - （開通）  帯広広尾自動車道 帯広川西道路 帯広JCT - 帯広川西IC (17.0 km)
  - （開通）  伊勢湾岸自動車道 豊田東IC - 豊田JCT (1.9 km)
- 16日
  - （拡幅）  中央自動車道 談合坂SA - 大月JCT (14.6 km) (4車線→6車線)
  - （開通）  山陰自動車道 宍道IC - 宍道JCT (1.6 km)
  - （開通）  松江自動車道 三刀屋木次IC - 宍道JCT (10.6 km)
- 21日
  - （開通）  道央自動車道 名寄バイパス 名寄北IC - 智恵文IC（現・智恵文南入口） (7.0 km)
  - （開通）  伊勢湾岸自動車道 みえ川越IC - 四日市JCT (6.2 km)
  - （開通）  山陰自動車道 青谷羽合道路 青谷IC - はわいIC (13.2 km)
- 23日
  - （開通）  伊勢湾岸自動車道 豊明IC - 名古屋南IC/JCT (5.3 km)
  - （IC供用）  伊勢湾岸自動車道 東海IC（豊田方面側出入口）
  - （開通）  名古屋高速3号大高線 大高出入口 - 名古屋南JCT (0.1 km)
- 24日
  - （開通）  函館江差自動車道 函館茂辺地道路 函館IC/JCT - 上磯IC（現・北斗中央IC） (8.4 km)
- 27日
  - （開通）  京都縦貫自動車道 丹波綾部道路 綾部安国寺IC - 綾部JCT (2.6 km)
  - （開通）  松山自動車道 いよ西条IC - 石鎚山SA (10.2 km)
- 29日
  - （開通）  国道468号 首都圏中央連絡自動車道 つくばJCT - つくば牛久IC (1.5 km)
  - （IC供用）  北陸自動車道 富山西IC
  - （開通）  東名阪自動車道 高針JCT - 上社JCT (2.7 km)
  - （開通）  名古屋高速2号東山線 四谷出入口 - 高針JCT (3.6 km)
  - （開通）  播磨自動車道 播磨JCT - 播磨新宮IC (12.8 km)
  - （IC名称変更）  山陽自動車道 竜野西IC → 龍野西IC
  - （SA名称変更）  山陽自動車道 竜野西SA → 龍野西SA
- 30日
  - （TB廃止）  京滋バイパス 瀬田東TB
  - （TB廃止）  京滋バイパス 南郷TB
  - （IC供用）  京滋バイパス 宇治西IC（久御山方面側出入口）
  - （開通）  京滋バイパス 巨椋IC - 久御山JCT (1.7 km)
  - （開通）  第二京阪道路 巨椋池IC - 枚方東IC (10.5 km)
  - （IC供用）  高松自動車道 高松東IC
  - （開通）  高松自動車道 高松中央IC - 高松西IC (9.0 km)

### 4月
- 26日
  - （開通）  国道506号 那覇空港自動車道 豊見城東道路 南風原南IC - 豊見城IC (3.9 km)
- 28日
  - （開通）  阪神高速7号北神戸線 有馬口出入口 - 西宮山口JCT (5.3 km)
- 29日
  - （開通）  館山自動車道 木更津南JCT - 君津IC (4.0 km)

### 5月
- 1日
  - （開通）  福岡都市高速5号線 月隈JCT - 板付出入口 (2.7 km)

### 6月
- 8日
  - （PA供用）  道東自動車道 長流枝PA
  - （開通）  道東自動車道 池田IC - 本別IC (19.0 km)
  - （開通）  道東自動車道 端野支線 本別JCT - 足寄IC (13.2 km)

### 7月
- 17日
  - （開通）  深川留萌自動車道 深川沼田道路 秩父別IC - 沼田IC (8.4 km)
  - （拡幅）  大分自動車道 水分PA - 湯布院IC (4.4 km) (2車線→4車線)

### 8月
- 10日
  - （開通）  日高自動車道 厚真門別道路 厚真IC - 鵡川IC (8.6 km)
  - （開通）  京滋バイパス 久御山JCT - 大山崎JCT (6.3 km)
- 26日
  - （開通）  阪神高速31号神戸山手線 神戸長田出入口 - 白川JCT (7.3 km)

### 9月
- 21日
  - （開通）  山陰自動車道 江津道路 江津IC - 浜田JCT (14.5 km)
- 28日
  - （開通）  青森自動車道 青森IC - 青森東IC (15.6 km)
- 30日
  - （拡幅）  道央自動車道 音江PA - 旭川鷹栖IC (6.4 km) (2車線→4車線)

### 10月
- 4日
  - （開通）  道央自動車道 和寒IC - 士別剣淵IC (16.0 km)
- 10日
  - （拡幅）  松山自動車道 いよ小松IC - 桜三里PA (9.7 km) (2車線→4車線)
- 29日
  - （拡幅）  秋田自動車道 大曲IC - 西仙北IC（現・西仙北スマートIC） (10.5 km) (2車線→4車線)

### 11月
- XX日
  - （拡幅）  国道497号 西九州自動車道 今宿道路 周船寺IC - 前原IC (7.7 km) (2車線→4車線)

### 12月
- 14日
  - （開通）  国道45号 三陸自動車道 矢本石巻道路 石巻河南IC - 河北IC (6.7 km)
  - （開通）  阪和自動車道 御坊IC - みなべIC (21.4 km)
- 16日
  - （拡幅）  嶺東高速道路 戸法JCT - 驪州JCT (15.0 km) (4車線→8車線) （韓国）
- 20日
  - （拡幅）  上信越自動車道 碓氷軽井沢IC - 佐久IC (10.7 km) (2車線→4車線)
- 24日
  - （IC供用）  名神高速道路・京滋バイパス 大山崎IC
- 25日
  - （開通）  伊勢湾岸自動車道 豊田南IC - 豊明IC (7.6 km)
  - （IC供用）  伊勢湾岸自動車道 大府IC（豊田方面側出入口）
- 30日
  - （拡幅）  京釜高速道路 亀尾IC - 東大邱IC (60.8 km) (4車線→?車線) （韓国）
  - （拡幅）  中部内陸高速道路 琴湖JCT - 西大邱IC (3.1 km) (4車線→?車線) （韓国）